# جرج کریستین اونگر
 جرج کریستین اونگر (انگلیسی: Georg Christian Unger؛ ۲۵ مه ۱۷۴۳ – ۲۰ فوریه ۱۷۹۹) یک معمار اهل آلمان بود.